# Tum (gmina)
Tum (od 1973 Góra Świętej Małgorzaty) – dawna gmina wiejska istniejąca do 1954 roku w woj. łódzkim. Siedzibą władz gminy był Tum.
W okresie międzywojennym gmina Tum należała do powiatu łęczyckiego w woj. łódzkim. Po wojnie gmina zachowała przynależność administracyjną. Według stanu z dnia 1 lipca 1952 roku gmina składała się z 17 gromad: Ambrożew, Bryski, Gaj Nowy, Góra Św. Małgorzaty, Kosin, Marynki, Mchowice, Mętlew, Moraków, Orszewice, Podgórzyce, Rogulice, Sługi, Stawy, Tum, Witaszewiczki i Zagaj.
Jednostka została zniesiona 29 września 1954 roku wraz z reformą wprowadzającą gromady w miejsce gmin. Po reaktywowaniu gmin z dniem 1 stycznia 1973 roku gminy Tum nie przywrócono, utworzono natomiast jej terytorialny odpowiednik, gminę Góra Świętej Małgorzaty w tymże powiecie i województwie.